# 402 př. n. l.

## Hlava státu
- Perská říše – Artaxerxés II. (404–359 př. n. l.)
- Egypt – Amenardis (404–398 př. n. l.)
- Bosporská říše – Satyrus (433–389 př. n. l.)
- Sparta – Pausaniás (409–395 př. n. l.) a Ágis II. (427–399 př. n. l.)
- Athény – Eucleides (403–402 př. n. l.) » Micon (402–401 př. n. l.)
- Makedonie – Archeláos (413–399 př. n. l.)
- Epirus – Tharrhypas (430–392 př. n. l.)
- Odryská Thrácie – Amadocus I. (408–389 př. n. l.) a Seuthes II. (405–387 př. n. l.)
- Římská republika – tribunové C. Servilius Ahala, Q. Sulpicius Camerinus Cornutus, Q. Servilius Fidenas, A. Manlius Vulso Capitolinus, L. Verginius Tricostus Esquilinus a M. Sergius Fidenas (402 př. n. l.)
- Syrakusy – Dionysius I. (405–367 př. n. l.)
- Kartágo – Himilco II. (406–396 př. n. l.)